# قیر

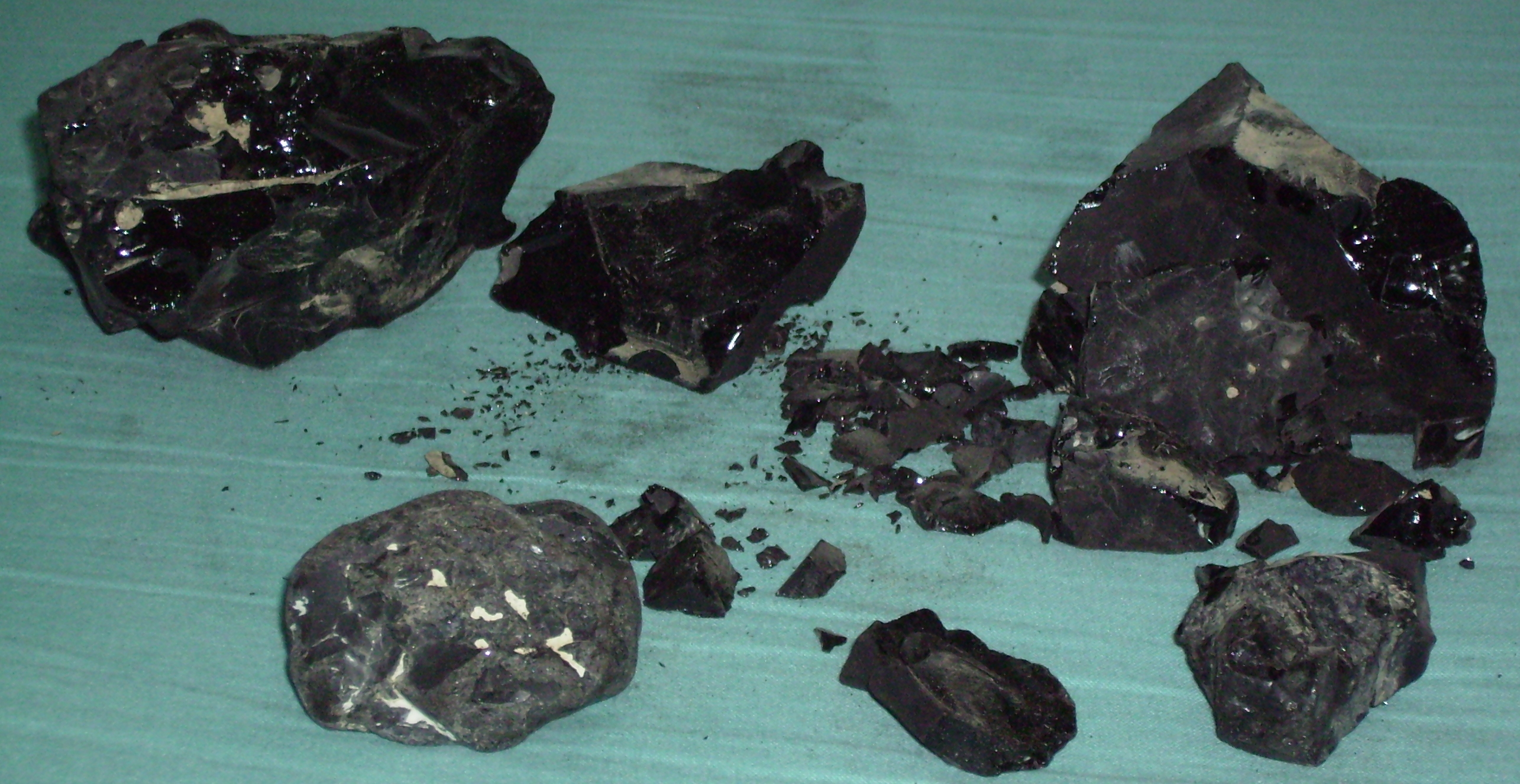
قیر طبیعی به دست آمده از دریای مرده

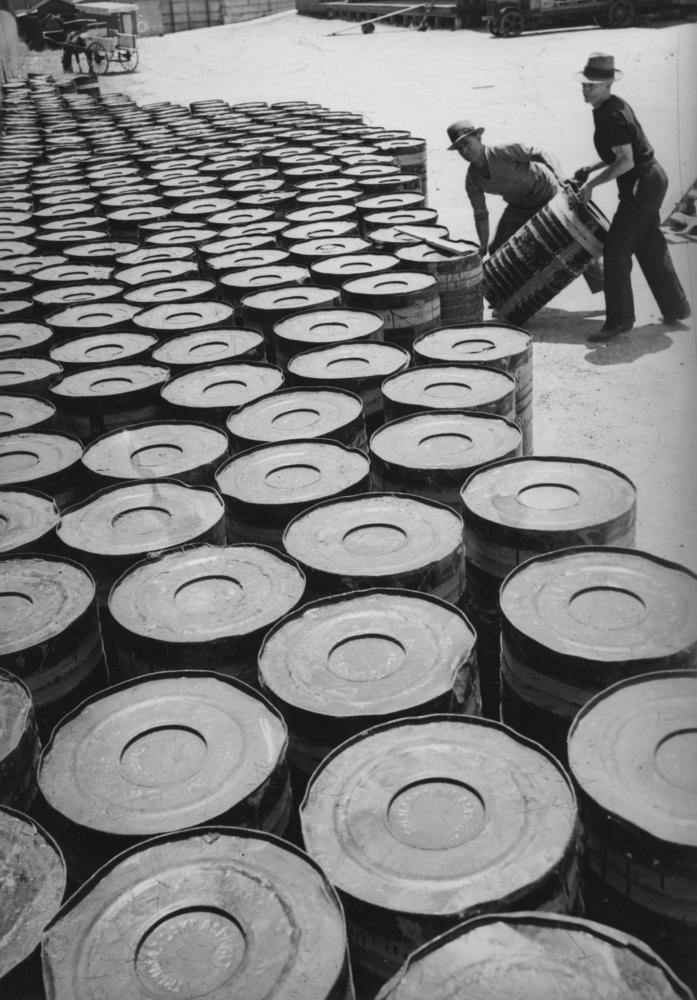
بشکه‌های قیر در یکی از بنادر استرالیا، سال ۱۹۳۸

قیر ماده‌ای است سیاه رنگ، چسبنده و خمیری شکل که در عایق‌کاری رطوبت و ساخت آسفالت کاربرد دارد. قیر انواع گوناگونی دارد که هر یک از انواع آن، دارای کاربرد خاصی است. قیر از مشتقات نفت است و اغلب در پالایشگاه نفت تولید می‌شود.
قیر یک هیدروکربن متراکم، بسیار چسبناک و برگرفته از نفت است که به دو نوع اصلی طبقه‌بندی می‌شود:
1. قیر طبیعی که در زیر تپه‌ها و دریاچه‌های نفتی یافت می‌شود
2. قیر تصفیه شده حاصل از ته‌نشینی نفت خام است

این ماده‌ به رنگ سیاه تا قهوه‌ای تیره است و در سولفید کربن و تتراکلرید کربن کاملاً حل می‌شود. قیر در دمای محیط، جامد است. اما با افزایش دما، به حالت خمیری درمی‌آید و پس از آن مایع می‌شود. کاربردهای اصلی قیر به علت وجود دو خاصیت مهم این ماده است:
- نفوذناپذیری در برابر آب؛
- چسبندگی[۲]

قیر حاوی ۲ درصد اکسیژن، ۱۱ درصد هیدروژن و ۸۷ درصد کربن است.
همان‌طور که گفته شد، این محصول یک هیدروکربن با وزن مولکولی بالا شامل روغن، رزین و آسفالتین است. وجود ۵ تا ۳۰ درصد آسفالتین در قیر باعث سختی قیر می‌شود.
قیر به دو روش تولید می‌شود:
1. اجرای مستقیم
2. دمیدن هوا که براساس فرایند مقطعی یا ادامه‌دار انجام می‌شود

قیر عمدتاً در ساخت و سازها، راه‌سازی، عایق کاری جاده‌ها، آسفالت کردن خیابان‌ها یا عایق بندی پشت بام‌ها استفاده می‌شود. این محصول با توجه به فرآیندهای مختلف تولید به انواع و درجه‌های مختلف و آزمایش‌های فیزیکی نظیر تست نفوذ، تست گرانروی (ویسکوزیته)، تست نقطه اشتعال، تست حلالیت، تست نقطه نرم شدن، تست انعطاف‌پذیری و موارد دیگر تقسیم می‌شود.
لازم است ذکر شود که برخی از این طبقه‌بندی‌ها براساس نتایج آزمایشات انجام شده روی قیر و برخی دیگر براساس نوع پالایش و مراحل انجام شده بر روی قیر صورت گرفته‌اند.

## کاربرد قیر
در زیر موارد کار برد قیر بررسی شده‌است:

##### انواع موارد کاربرد قیر و امولسین قیر در روسازی راه‌ها و فرودگاه‌ها
1. روکش سطحی
2. ماکادام نفوذی
3. مخلوط‌های سرد ماشینی
4. درز بندی با مخلوط معلق
5. اندود سطحی
6. اندود تقویتی
7. تحکیم خاک-درجا
8. غبار نشانی

##### مالچ‌های نفتی روش‌های مختلف مصرف مالچ‌ها
1. تثبیت شن‌های روان
2. حفاظت فرودگاه‌ها و تأسیسات
3. مالچ‌های ساختمانی
4. مالچ‌های کشاورزی
5. تولید باران مصنوعی
6. مالچ‌های راه وآهن
7. مالچ عایق‌بندی

## انواع قیر
قیر معمولاً از تقطیر نفت خام به دست می‌آید. چنین قیری قیر نفتی یا قیر تقطیری نامیده می‌شود. قیر نفتی محصول دو مرحله تقطیر نفت خام در برج تقطیر است. در مرحله نخست تقطیر، مواد سبک مانند بنزین و پروپان از نفت خام جدا می‌شوند. این فرایند در فشاری نزدیک به یک اتمسفر (واحد) انجام می‌شود. در مرحله دوم نیز ترکیبات سنگین مانند گازوئیل و نفت سفید خارج می‌شوند. این فرایند در فشاری نزدیک به خلاء صورت می‌پذیرد. در نهایت مخلوطی از ذرات جامد بسیار ریز به نام آسفالتن باقی می‌ماند که در ماده سیال گریس‌مانندی به نام مالتن غوطه‌ور است.
اما برخی از انواع قیر در طبیعت و در اثر تبدیل تدریجی نفت خام و تبخیر مواد فرار آن در اثر گذشت سال‌های بسیار زیاد به دست می‌آید. چنین قیری، قیر طبیعی نامیده می‌شود و دوام آن بیشتر از قیرهای نفتی است. چنین قیری ممکن است به‌صورت خالص در طبیعت وجود داشته باشد (قیر دریاچه‌ای) مانند دریاچه قیر بهبهان ایران و دریاچه قیر تیرینیداد آمریکا، یا از معادن استخراج شود (قیر معدنی). قیر طبیعی با نام گیلسونایت (Gilsonite)، یواینتایت (Uintaite)، بنتونایت (Bentonite) و آسفالتایت یا آسفالتوم (Asphaltite or Ashphaltum) نیز شناخته می‌شود.

## قیر نفتی
قیر استخراج شده از نفت یا سنگ‌های معدنی مخصوص، قیر خالص نام دارد که با توجه به منشأ تشکیل، طبقه‌بندی می‌شود. قیرهای خالص همچنین برای اینکه خواص مورد نظر برای کاربردهای مختلف را پیدا کنند، تحت فرایندهای دیگر قرار می‌گیرند و انواع مختلف قیر را (ازجمله قیر دمیده، قیر محلول، قیر امولسیون، قیر پلیمری و…) را تشکیل می‌دهند.
آزمایش‌هایی که بر روی نمونهٔ قیر صورت می‌گیرند تعیین کنندهٔ بخشی از انواع قیر از جمله penetration grade, viscosity grade و performance grade هستند. آزمایش‌های قیر شامل viscosity, penetration , spot test و … هستند که قیر را از ابعاد مختلفی مورد بررسی قرار می‌دهند و تعیین می‌کنند که نمونهٔ آزمایش شده برای چه منطقه ای و با چه هدفی کاربرد دارد.

### قیر دمیده
قیر دمیده از دمیدن هوای داغ به قیر خالص در مرحله آخر عمل تصفیه به دست می‌آید. در این فرایند، هوای داغ با دمای ۲۰۰ تا ۳۰۰ درجه سانتی‌گراد توسط لوله‌های سوراخ‌دار به محفظه حاوی قیر دمیده می‌شود. در اثر انجام این فرایند، اتم‌های هیدروژن موجود در مولکول‌های هیدروکربورهای قیر، با اکسیژن هوا ترکیب می‌شود و با تشکیل آب، عمل بسپارش اتفاق می‌افتد. قیر دمیده نسبت به قیر خالص دارای درجه نفوذ کمتری است، درجه نرمی بیشتری دارد و حساسیت کم تری نسبت به تغییرات دما دارد. این نوع قیر بیشتر در ساختن ورق‌های پوشش بام، باتری اتومبیل و اندودکاری مورد استفاده قرار می‌گیرد. علامت اختصاری قیر دمیده R می‌باشد؛ مثلاً قیر۸۰/۲۵ R به معنای قیر دمیده با درجه نرمی ۸۰ و درجه نفوذ ۲۵ می‌باشد.

### قیر مخلوط یا محلول
قیر مخلوط به مخلوطی از قیر و یک حلال مناسب (مثلاً نفت سفید یا بنزین) گفته می‌شود. این قیر در درجه‌حرارت محیط مایع است یا با حرارت کمی به مایع تبدیل می‌شود. قیر مخلوط در انواع آسفالت‌های پوششی و ماکادامی مورد استفاده قرار می‌گیرد. سرعت گیرش یا سفت شدن این نوع قیر بستگی به نوع محلول دارد. به‌طور مثال به دلیل سرعت بالای تبخیر بنزین، قیر حل شده در بنزین سریع‌تر سفت می‌شود. این قیر، اصطلاحاً قیر تندگیر (RC) نامیده می‌شود. همچنین قیرهایی که در نفت حل شده‌اند، قیر کندگیر (MC) نامیده می‌شوند و به قیرهایی که در نفت گاز یا نفت کوره حل شوند، قیر دیرگیر (SC) گفته می‌شود. قیرهای محلول بر اساس درجه گرانروی‌شان درجه‌بندی می‌شوند.

### قیرابه
قیرابه (قیر امولسیون) با مخلوط کردن قیر و آب و یک ماده امولسیون‌ساز به‌دست می‌آید. مقدار ماده امولسیون ساز بسیار کم و در حدود ۰٫۳ تا ۰٫۵ درصد وزن قیر می‌باشد. مقدار آب مصرفی این نوع قیر در حدود ۳۰ تا ۵۰ درصد وزن قیر می‌باشد. ماده امولسیون‌ساز معمولاً یک نمک قلیایی اسیدهای آلی یا نمک آمونیم است که باعث باردار شدن ذرات قیر می‌شود. به این ترتیب ذرات قیر در اثر بار القایی یکدیگر را دفع می‌کنند و به‌صورت کره‌هایی با قطر یک‌صدم تا یک‌هزارم میلی‌متر در آب شناور می‌شوند. استفاده از این نوع قیر، باعث کاهش آلایندگی محیط زیست می‌شود و چون از نفت یا حلال‌های قابل اشتعال استفاده نمی‌شود، خطر اشتعال در حین حمل و نقل قیر کاهش می‌یابد. از قیر امولسیونی برای آسفالت سرد در محیط‌های مرطوب یا برای عایق کاری استفاده می‌شود که در این صورت باید دوباره به آن آب اضافه کرد و محتوای آن را به حدود ۶۵ درصد رساند.

## قیر طبیعی
بیشتر قیرهای مورد استفاده در صنعت از نفت به دست می‌آیند، با این وجود مقادیر بزرگی از قیر به صورت متراکم شده در طبیعت یافت می‌شوند.

### قیر ترینیداد
در ترینیداد، قیر را از دهانهٔ آتشفشان خاموش درمی‌آورند. رویهٔ بستهٔ قیر را شکسته، و از زیر آن قیر را برداشت می‌نمایند که باز قیر، روان شده و جای آنچه که برداشته شده را پر می‌کند. این قیر دارای ناخالصی (جسمهای معدنی و ریشهٔ گیاهان) است. آن را در دمای ۱۶۰ درجه آب کرده، و صاف می‌کنند که آن را قیر ترینیداد پالوده (Trinidad-epure) می‌نامند و دارای ۳۸٫۵٪ جسم‌های معدنی، و ۵٪ جسم‌های آلی نامحلول در CS2 و ۵۶٫۵٪ قیر که در سولفور کربن حل می‌شود.
جسم‌های معدنی که آن‌ها را خاکستر آتشفشانی و خاک رس کلوییدی می‌پندارند، به گونهٔ دانه‌های ریز در آن پخش اند که این ریزدانه‌ها، درجهٔ نرمی و چکیدن آن را بالا برده‌اند. قیر ترینیداد پالوده را در روغن‌های معدنی حل کرده یا با قیر نفتی درهم و به کار می‌برند.
این قیر دارای چگالی ۱٫۴، درجهٔ نفوذ ۱٫۴ تا ۴ (در گرمای ۲۵ درجه)، درجهٔ نرمی ۷۸ تا ۸۴ و درجهٔ شکستن ۱۳ تا ۱۴ است.

## کاربرد

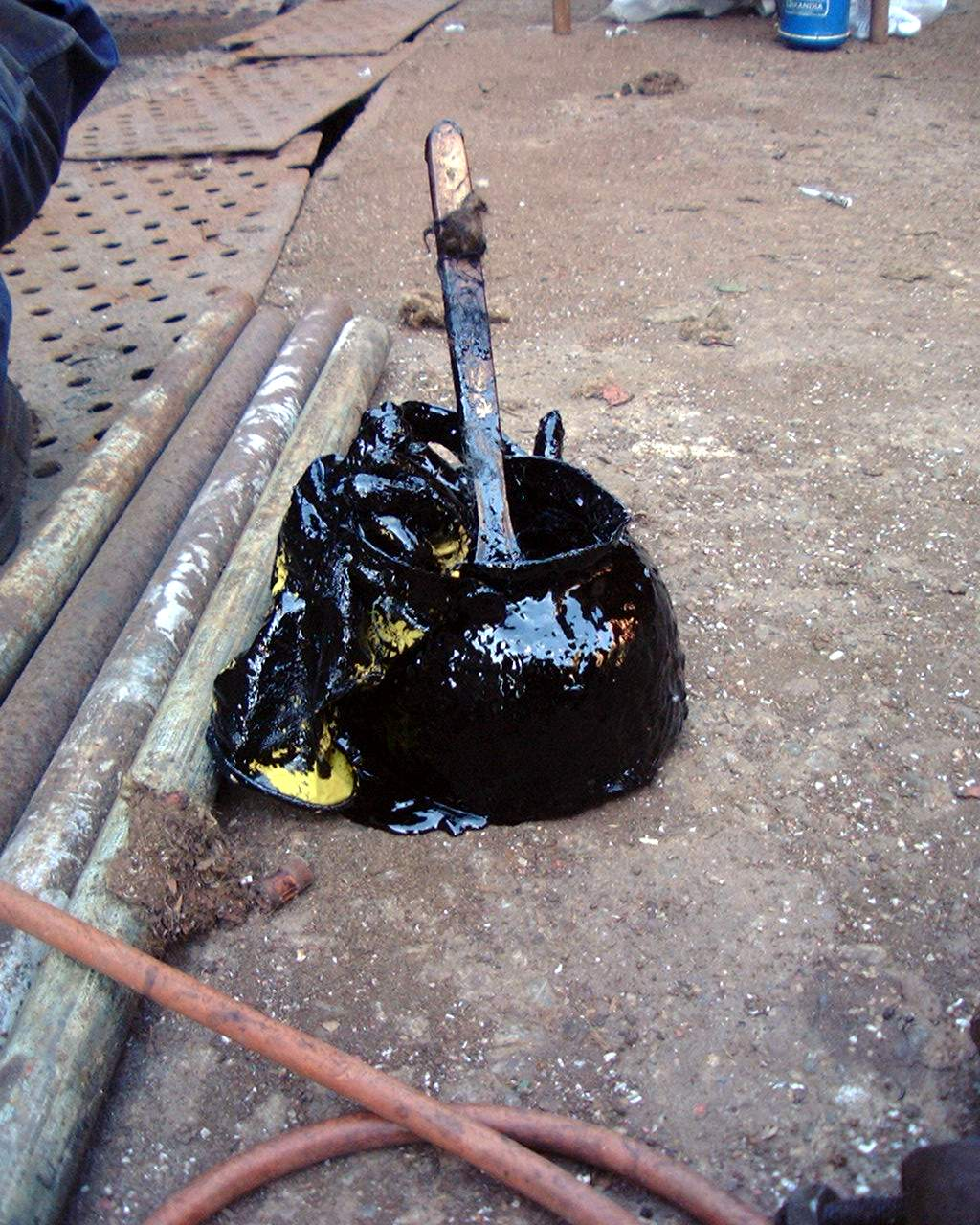
قیر داغ شده

قیر معمولاً در دو حوزه راه‌سازی و عایق‌کاری به کار می‌رود. حدوداً ۹۰ درصد از قیر تولیدی، در حوزه راه‌سازی مورد استفاده قرار می‌گیرد و مصارف عایق‌کاری، تنها ۱۰ درصد از مصرف قیر را به خود اختصاص می‌دهد.
عایق کاری: از قیر معمولاً برای عایق بندی بام‌ها و کف حمام‌ها استفاده می‌شود. معمولاً به منظور تثبیت قیر، آن را همراه با گونی مورد استفاده قرار می‌دهند که به آن قیرگونی گفته می‌شود. الیاف گونی نقش مسلح‌کننده قیر را دارند و قیر را در محل خود تثبیت می‌کنند. هم چنین محصولاتی مانند مقوای قیری یا نمد قیری که با نام‌های تجاری نظیر ایزوگام و… ارائه می‌شوند نیز کاربردی مشابه قیرگونی دارند. به منظور جلوگیری از نفوذ رطوبت زمین به کف ساختمان، از بلوکاژ یا ماکادم استفاده می‌شود.
کشور ایران یکی از تولید کنندگان قیر در دنیا میباشد که قیر تولید ایران دارای سطح کیفیت بالایی میباشد 
جهت کسب اطلاع از قیمت روز قیر در ایران میتونید به قیمت روز قیر مراجعه کنید

## مشخصات قیر
1. درجه نفوذ: آزمایش درجه نفوذ برای تعیین سختی قیر مورد استفاده قرار می‌گیرد. در این آزمایش از یک سوزن استاندارد تحت اثر بار ۱۰۰ گرمی در مدت ۵ ثانیه به داخل قیر در دمای ۲۵ درجه نفوذ می‌کند. مقدار نفوذ برحسب دهم میلی‌متر درجه نفوذ نامیده می‌شود. هر چه درجه نفوذ کم‌تر باشد قیر سخت‌تر است.[۱]
2. گرانروی: هر چه کند روانی قیر بیشتر باشد خواص جامد بیشتری از خود نشان می‌دهد. واضح است در دماهای بالاتر کند روانی کم‌تر است. این مشخصه قیر با دستگاه سی بولت فیورل یا به روش کینماتیکی اندازه‌گیری می‌شود.[۱]
3. درجه اشتعال: درجه اشتعال دمایی است که اگر قیر به آن دما برسد، گازهای متصاعد از آن با نزدیک شدن شعله، مشتعل می‌شوند و در سطح آن شعله به وجود می‌آید. حداکثر دمایی که می‌توان قیر را در کارگاه گرم کرد به درجه اشتعال محدود می‌باشد.[۱]
4. افت وزنی: افت وزنی قیر در دمای بالا، در اثر تبخیر قسمتی از روغن‌ها و ترکیبات نفتی آن می‌باشد. این مشخصه نیز از خواص مهم قیر است. افت وزنی قیر در اُوِن در دمای ۱۶۳ درجه سانتی گراد و در مدت ۵ ساعت (شرایط تقریبی پخت آسفالت) اندازه‌گیری می‌شود.[۱]
5. شکل‌پذیری یا انگمی: اگر نمونه‌ای از قیر با سطح مقطع ۱ سانتی‌متر مربع را با سرعت ۵ سانتی‌متر/دقیقه بکشیم، مقدار افزایش طول نمونه را قبل از پاره شدن خاصیت آن کمی قیر گویند.[۱]
6. درجه خلوص: می‌دانیم حلال قیر تترا کلرور کربن و سولفور کربن است؛ بنابراین اگر نمونه‌ای از قیر را در هر یک از این مواد حل کنیم، ناخالصی‌های آن باقی می‌ماند و از آن جا درجهٔ خلوص قیر را می‌توانیم تعیین کنیم. درجه خلوص عبارت است از: (وزن نمونه قیر) ÷ [(وزن ناخالصی) - (وزن قیر)][۱]
7. درجه نرمی: درجه نرمی دمایی است که با رسیدن قیر به آن دما، قیر از حالت جامد به حالت روان در می‌آید. هرچه درجه نرمی قیر بیشتر باشد، حساسیت کم تری نسبت به تغییرات دما دارد. درجه نرمی قیرهای معمولی حدود ۶۰ تا ۷۰ می‌باشد.[۱]

## آزمایش‌های تعیین خصوصیات قیر
ازمایش‌های زیر خصوصیات قیر طبیعی را تعیین می‌کند:
1. اندازه‌گیری نقطه نرمی (Softening Point-ASTM D36) => اندازه گیری دمایی که قیر شروع به نرم شدن می کند[۱۱]
2. اندازه‌گیری درجه نفوذ (Penetration Test-ASTM D5) => اندازه گیری میزان نرمی یا سختی قیر[۱۲]
3. اندازه‌گیری میزان کشش (Ductility-ASTM D113) => میزان کشش قیر به سانتی متر در حمام آب 25 درجه ی سانتی گراد
4. اندازه‌گیری نقطه شکست (Fraass Breaking Point)
5. بررسی اثر حرارت و هوا روی قیر (Thin Film Over Test)
6. اندازه‌گیری گرانروی (Viscosity-ASTM D88-ASTM D445) => اندازه گیری میزان مقاومت قیر به جاری شدن
7. اندازه‌گیری وزن مخصوص (Specific Gravity) => اندازه گیری نسبت چگالی قیر به چگالی آب
8. اندازه‌گیری حلالیت یا درجه خلوص قیر Solubility-ASTM D2042)) => اندازه گیری مواد ناخالص نامحلول در تری کلرو اتیلن
9. اندازه‌گیری نقطه اشتعال (Flash Point-ASTM D92)
10. اندازه‌گیری استقامت مخلوطهای آسفالتی به روش مارشال (Marshall)
11. آنالیز غربالی مصالح معدنی (Sieve Analysis)
12. استخراج و آزمایش قیر در مخلوطهای آسفالتی (Extraction)
13. انبار کردن قیر و ازمایشهای جدید قیر

## قیمت قیر

### قیمت قیر در سال ۲۰۱۸ و ۲۰۱۹ و آینده آن
آینده نامعلوم قیمت قیر پس از شیوع بیماری کرونا در دنیا و کاهش ۳۵٪ مصرف آن و همچنین طوفان‌های سیاسی سال‌های ۲۰۱۸ و ۲۰۱۹ از جمله چندین طوفان سیاسی، اقتصادی، بازار محصولات نفتی را درنوردیده و قیمت قیر را با نوسان شدید مواجه کرده‌است. رویدادهایی مثل خروج ایالات متحده از برجام و تشدید تحریم‌ها علیه ایران، آغاز جنگ تجاری میان چین و ایالات متحده، و تشدید تنش‌های ژئوپلیتیک در خلیج فارس تنها چند مورد از ده‌ها رویدادی هستند که در سال ۲۰۱۸ و ۲۰۱۹ روی بازار قیر تأثیرگذاشتند.
شدت تنش‌های سیاسی، اقتصادی در سال‌های ۲۰۱۸ و ۲۰۱۹ تا حدی بوده که برخی معتقدند پیش‌بینی قیمت محصولات نفتی و به‌طور خاص قیر به امری ناممکن تبدیل شده‌است. با وجود این، خبرگزاری‌ها، گزارشگران و تحلیلگران حوزه قیر با دقتی بیش از گذشته به رصد شرایط موجود می‌پردازند تا آینده این محصول صادراتی را به دقیق‌ترین شکل ممکن پیش‌بینی کنند.

### عواملی که در سال ۲۰۱۸ بر قیمت قیر مؤثر بودند.
قیمت قیر هر ساله رویدادهای سیاسی بسیاری را پشت سر می‌گذارد و تحت تأثیر این رویدادها افزایش یا کاهش را تجربه می‌کند.
در سال ۲۰۱۸، رویدادهایی همچون کاهش تولید نفت در ونزوئلا، خروج ایالات متحده از توافق هسته‌ای با ایران و تصمیم سازمان اوپک برای کاهش تولید نفت در کشورهای عضو، صادرات و واردات قیر در جهان و به ویژه آسیا را به شدت تحت تأثیر قرار داد.
نوسانات قیمت قیر در سال ۲۰۱۸ به اوج خود رسید؛ کمترین میزان قیمت قیر در طول سال، ۳۰۵ دلار و بیشترین قیمت آن ۴۲۰ دلار بود. اختلاف ۱۰۰ دلاری میان کمترین و بیشترین قیمت قیر در سال ۲۰۱۸، تحلیلگران را با ابعاد جدیدی از تأثیرپذیری بازار قیر مواجه کرد.
به گزارش خبرگذاری‌های اقتصادی قیر یکی از فرآورده‌های جانبی پالایش نفت خام است که در سال ۲۰۱۸ بیش از ۱۰۰ میلیون تن قیر در جهان مورد استفاده قرار گرفته از این میزان حدود ۴۰ درصد آن در قاره آسیا مصرف شده‌است. سهم قاره آمریکا و حوزه کارائیب حدود ۳۰ درصد بوده و ۱۸ درصد در کشورهای اروپایی مصرف شده‌است.

### جدول عوامل مؤثر بر قیمت قیر در سال ۲۰۱۸
| رویداد مؤثر بر قیمت قیر      | تاریخ رویداد                 | نحوه تأثیرگذاری بر قیمت |
| افزایش تنش‌های سیاسی در سوریه | از ژانویه تا دسامبر سال ۲۰۱۸ | افزایش قیمت             |
| شروع جنگ تجاری چین و آمریکا  | می ۲۰۱۸                      | افزایش قیمت             |
| خروج آمریکا از برجام         | می ۲۰۱۸                      | افزایش قیمت             |
| کاهش تولید نفت در اوپک       | ژوئن ۲۰۱۸                    | افزایش قیمت             |
| قتل جمال خاشقچی              | اکتبر ۲۰۱۸                   | افزایش قیمت             |
| افزایش تنش در آفریقای مرکزی  | نوامبر ۲۰۱۸                  | افزایش قیمت             |

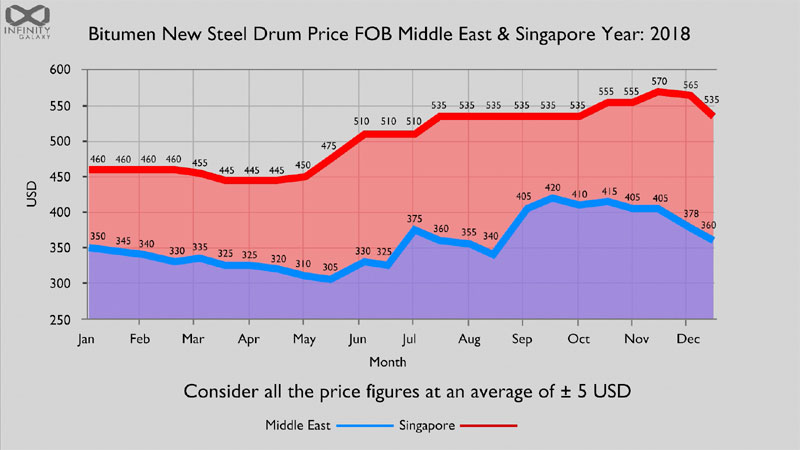
قیمت بتومین در سال ۲۰۱۸

### عواملی که در سال ۲۰۱۹ بر قیمت قیر مؤثر بودند
در سال ۲۰۱۹، آشفتگی سیاسی در سطح جهان، در مقایسه با سال ۲۰۱۸ نوسانات بیشتری را به قیمت قیر تحمیل کرد. در این سال جنگ تجاری چین و ایالات متحده آغاز شد که افزایش قیمت نفت خام و قیر را به دنبال داشت.
مهمترین رویدادهای تأثیرگذار بر قیمت قیر در سال ۲۰۱۹ عبارت بودند از حمله به نفتکش‌ها در خلیج فارس، هدف قراردادن پهباد آمریکایی از سوی ایران، توقیف نفتکش بریتانیایی در آبهای خلیج فارس، و حمله به تأسیسات نفتی آرامکو در عربستان سعودی.
با وجود نوسانات شدید بازار قیر در سال ۲۰۱۹، قیمت قیر در نیمه دوم سال کاهش غافلگیرکننده‌ای را تجربه کرد. پس از تصمیم سازمان جهانی دریانوردی (IMO) در خصوص ضرورت استفاده از سوخت‌های کم‌سولفور، قیمت قیر روند کاهشی به خود گرفت.

### سال ۹۸ سال سرنوشت ساز
طبق نظر اکثر کارشناسان و حتی شخص وزیر نفت سال ۹۸ سالی بسیار مهم در زمینه تولید و صادرات قیر بوده‌است. در این خصوص روزنامه شرق گزارشی مفصل مرتبط با این مهم انتشار داد که در آن تأکید شده بود وزیر نفت پس از رونمایی از لایحه بودجه ۹۸ عنوان کرده قیمت نفت معادل ۵۴ دلار در بودجه در نظر گرفته شده‌است. طبق گفته تیم اقتصادی دولت، متوسط نرخ ارز در بودجه سال جاری پنج هزار و هفتصد تومان خواهد بود و درآمدهای نفتی دولت در بودجه سال ۹۸ حدود ۱۴۲٫۵ هزار میلیارد تومان پیش‌بینی شده‌است. با این حساب، دولت برای بودجه ۲۵ میلیارد دلار درآمد نفتی در نظر گرفته‌است؛ اما این تمام درآمدهای نفتی کشور در سال جاری نخواهد بود، چراکه طبق لایحه بودجه، معادل ۲۰ درصد از مجموع درآمدهای نفتی سهم صندوق توسعه ملی و ۱۴٫۵ درصد سهم شرکت ملی نفت و شرکت ملی گاز ایران است؛ بنابراین درآمد نفتی دولت در بودجه باید بیش از ۳۸ میلیارددلار باشد.

### رویدادهای مؤثر بر قیمت قیر در سال ۲۰۱۹
| رویداد مؤثر بر قیمت قیر                                                        | تاریخ رویداد | نحوه تأثیرگذاری بر قیمت |
| حمله به نفتکش‌ها در خلیج فارس                                                   | می ۲۰۱۹      | افزایش قیمت             |
| توقیف تفتکش بریتانیایی در خلیج فارس                                            | ژوئن ۲۰۱۹    | افزایش قیمت             |
| اعلام تصمیم سازمان دریانوردی در خصوص کاهش استفاده از سوخت‌های دارای سولفور بالا | اکتبر ۲۰۱۹   | کاهش قیمت               |
| آغاز مذاکرات آمریکا و کره شمالی                                                | نوامبر ۲۰۱۹  | افزایش قیمت             |
| افزایش تولید نفت آمریکا                                                        | نوامبر ۲۰۱۹  | کاهش قیمت               |
| حمله آمریکا به نیروهای نظامی عراق                                              | دسامبر ۲۰۱۹  | افزایش قیمت             |

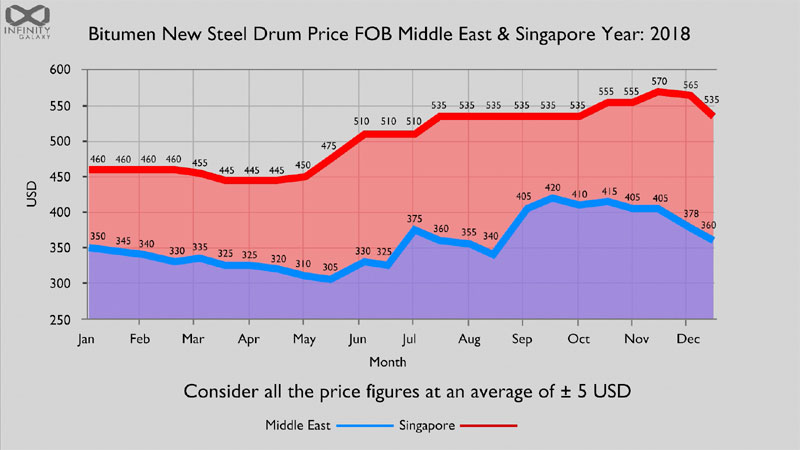
قیمت بیتومین در سال ۲۰۱۹

### پیش‌بینی قیمت قیر در سال ۲۰۲۰
شیوع ویروس کرونا در چین و سپس گسترش آن به اقصا نقاط جهان منجر به کاهش ۳۰ درصدی قیمت قیر در نیمه اول سال ۲۰۲۰ شد.
کاهش تقاضا برای قیر در چین منجر شد که قیمت این محصول صادراتی در خاورمیانه و سایر کشورهای آسیا افت شدیدی را تجربه کند. سایر کشورهای واردکننده قیر مثل اندونزی و ویتنام نیز به دنبال بحران اقتصادی و کاهش نرخ ارز ملی در برابر نرخ دلار، تقاضای خود برای قیر را کاهش داده‌اند.
شرکت‌های کشتیرانی نیز به شدت از بحران کرونا متضرر شده‌اند.
بسیاری از تحلیلگران معتقدند این شرایط ممکن است در نیمه دوم سال ۲۰۲۰ نیز ادامه پیدا کرده و صادرات قیر را تحت الشعاع قرار دهد.